# Cecília (Pousão)
Cecília é um óleo sobre tela da autoria do pintor português Henrique Pousão. Pintado em 1882 e mede 82 cm de altura e 57,5 cm de largura.
A pintura pertence ao Museu Nacional de Soares dos Reis de Porto.